# ウイ・ケイム・アズ・ロマンス
ウィ・ケイム・アズ・ロマンズ（We Came as Romans）は、アメリカ合衆国ミシガン州にて結成されたメタルコア・バンド。
「人間が殺しあうことの愚かさ」などをテーマにしたメッセージ性の強いポジティブな楽曲を歌うことで有名で、その音楽性から、時にクリスチャン・バンドとして呼ばれることが多いが、彼ら自身は否定している。

## 略歴
2005年に前身バンドとなる「This Emergency」を結成。ライブ活動を中心に行い、2006年に現在のバンド名へ変更。名前の由来はジョシュア・ムーアが以前組んでいたバンドのボーカリストが思いついたことから。
2008年半ばにクリス・ムーアが脱退し、カイル・パヴォーンが加入。その年の12月2日に、4曲入りミニアルバム『Dreams EP』を自主リリース。それをOUTERLOOP MANAGEMENTで彼らを担当していたマネージャーが、大手インディーズレーベルである「イコール・ヴィジョン・レコード」のスタッフに聴かせたところ、高評価を得た。それがきっかけとなり翌2009年4月に同社と契約を結び、同年11月3日にはデビュー・アルバム『To Plant a Seed』をリリース。全米アルバムチャート（ビルボード）にて初登場175位を記録した。
2013年8月10日にリリースした『Tracing Back Roots』が、自己最高となる8位（ビルボード 総合チャート）、インディーズチャートでは1位を獲得した。
2016年6月27日、シャープトーン・レコードへ移籍。また同年10月6日、ドラマーのエリック・チョイが脱退。
2017年6月、新ドラマーであるデヴィッド・パケット（元For Today）が加入。同年10月20日には新体制で初となるアルバム『Cold Like War』をリリース。
2018年8月25日、クリーン・ボーカリストのカイル・パヴォーンが死去（28歳没）。死因はオーバードーズであることと、同年11月に、代わりのメンバーは入れずに5人で活動していく旨も発表した。
2019年9月28日、約2年振りとなる新曲「Carry The Weight/From The First Note」を配信シングルとしてリリース。ジョシュア・ムーアはこの2曲について「俺たちはバンド・メイトである前に、兄弟のような存在だった。ファンや自分たちに誠実であるために、どうやって彼の死と向き合っていったかを書かなければならなかったんだ。同時に、ただ悲しみに浸った曲ではなく、俺たちが作り上げてきたものを祝福する曲にしたかった」と語っている。
2020年5月30日、メタルコアバンドのFIT FOR A KINGとのコラボレーション音源をリリース。2019年にリリースされたシングルより「Carry The Weight」をライアン・カービーが、またFIT FOR A KINGの「Backbreaker」にはデヴィッド・ステファンズがそれぞれフィーチャリング参加した。
2022年6月22日、約5年ぶり・5人体制では初となるフル・アルバム『Darkbloom』を10月14日にリリースすることを発表。

## メンバー
- デヴィッド・ステファンズ (David Stephens) - リード・ボーカル (2006年–現在)、キーボード、 シンセサイザー (2005年–2008年、2018年–現在)、リズム・ギター、バック・ボーカル (2005年–2006年)
- ジョシュア・ムーア (Joshua Moore)  - リード・ギター、バック・ボーカル (2005年–現在)
- ブライアン・ルー・コットン (Brian "Lou" Cotton) - リズム・ギター (2006年–現在)
- アンディ・グラス (Andy Glass) - ベース、バック・ボーカル (2006年–現在)
- デヴィッド・パケット (David Puckett) - ドラム、パーカッション (2017年–現在)

## 旧メンバー
- ジョニー・ネイバーズ (Jonny Nabors) – ベース、バック・ボーカル (2005年–2006年) ※This Emergency時代のみ在籍
- ショーン・E・デイリー (Sean E. Daly) – ベース、バック・ボーカル (2006年) ※This Emergency時代のみ在籍
- ショーン・N・ゼルダ (Sean N. Zelda) – ドラム、パーカッション、バック・ボーカル (2005年–2006年) ※This Emergency時代のみ在籍
- マーク・マイアット (Mark Myatt) – リード・ボーカル (2005年–2006年) ※This Emergency時代のみ在籍
- ラリー・クラーク (Larry Clark) – アンクリーン・ボーカル (2006年–2007年)
- クリス・ムーア (Chris Moore) - アンクリーン・ボーカル、キーボード、シンセサイザー (2007年–2008年) ※脱退後は2009年から2010年までアイ・シー・スターズに在籍
- エリック・チョイ (Eric Choi) - ドラム、パーカッション (2006年–2016年)
- カイル・パヴォーン (Kyle Pavone) - クリーン・ボーカル、キーボード、シンセサイザー、MIDIコントローラー (2008年–2018年) ※2018年8月25日逝去

## ディスコグラフィ

### 自主制作EP
- Demonstrations (2008年)
- Dreams (2008年12月2日)

### デジタル・シングル
- "Mis//Understanding" / "Understanding What We've Grown to Be" (2011年7月5日)
- "Tracing Back Roots" (2013年6月11日)
- "Fade Away" (2013年7月9日)
- "Carry The Weight" / "From The First Note" (2019年9月27日)
- "Carry The Weight" (feat.Fit For A King) (2020年5月29日)
- "Darkbloom" (2021年7月14日)
- "Black Hole" (feat. Caleb Shomo) (2021年9月7日)
- "Daggers" feat. Zero 9:36 (2021年11月10日)
- "Darkbloom" (Reimagined Feat. BRAND OF SACRIFICE) (2022年4月21日)

### ライブDVD
- Present Future & Past (2014年9月2日)